# 週刊ニュースリーダー
『週刊ニュースリーダー』（しゅうかんニュースリーダー）は、テレビ朝日で2015年（平成27年）4月4日から2024年（令和6年）3月23日まで、毎週土曜日の6:00 - 8:00（JST）に生放送されていた朝の情報番組・報道番組。テレビ朝日系列の一部でも放送されている。番組名は城島（TOKIOのリーダー）とメインコーナーのひとつ「週刊リーダー列伝」から取られている（サイトURLのスペルはleader）。

## 概要
2013年10月から2015年3月まで放送していた『みんなの疑問 ニュースなぜ太郎』のマイナーチェンジ版。前身番組に続き最新ニュースとスポーツ、天気予報などの解説をメインとする。
現在（2018年5月時点）視聴率（ビデオリサーチ調べ、関東地区・世帯・リアルタイム）は、好調傾向である。

## 番組の終焉
2024年3月23日をもって終了し、9年の歴史に幕を下ろした。当番組の終了に伴い、2011年10月に開始した『城島茂の週末ナビ ココイコ!』から続いた、城島出演のテレビ朝日の土曜朝のレギュラー番組が12年半で幕を閉じた。
後番組として、平日に放送されている『グッド!モーニング』の土曜版を開始する。

## 出演者
表記がない人物は、出演時点でテレビ朝日アナウンサー。

### 現在

#### メインパーソナリティー
※『みんなの疑問 ニュースなぜ太郎』から続投。
- 城島茂（TOKIO）:『城島茂の週末ナビ ココイコ!』以来、3年ぶりに同時間帯のメインキャスターを担当。4番組目となる。代役は石原良純が担当する。
- 石原良純（俳優）: 気象予報士としてお天気解説を兼任。

#### 進行
- 野上慎平（2020年10月3日 - 2024年3月23日）[注 2]：代役は佐々木亮太が担当。
- 山崎弘喜（2020年10月3日 - 2024年3月23日）
- 住田紗里（2018年10月6日 - 2024年3月23日）[注 3]

#### コメンテーター
- 菊地幸夫（弁護士）
- 菅野朋子（同上）
- 中林美恵子（早稲田大学教授）
- 安部敏樹（リディラバ代表）
- 佐々木成三（元埼玉県警察捜査一課）
- 里崎智也（野球解説者、2023年3月 - ）
- 五十嵐亮太（同上）

#### ナレーター
- 山形美房（元静岡放送アナウンサー、TBSテレビ『朝のホットライン』『モーニングEye』テレビ朝日『ワイド!スクランブル』元リポーター）
- 田山陽子
- 平野義和（2021年1月 - ）

### 過去の出演者

#### メインパーソナリティー・進行
| 期間                                                                                         | 期間      | メインパーソナリティー1 | メインパーソナリティー1 | 進行      | 進行       | 進行      |
| -------------------------------------------------------------------------------------------- | --------- | ----------------------- | ----------------------- | --------- | ---------- | --------- |
| 2015.4.4                                                                                     | 2015.9.26 | 城島茂 （TOKIO）        | 石原良純2 （俳優）      | 平石直之1 | 八木麻紗子 | 板倉朋希1 |
| 2015.10.3                                                                                    | 2016.4.2  | 城島茂 （TOKIO）        | 石原良純2 （俳優）      | 平石直之1 | 池谷麻依   | 板倉朋希1 |
| 2016.4.9                                                                                     | 2018.9.29 | 城島茂 （TOKIO）        | 石原良純2 （俳優）      | 小木逸平  | 池谷麻依   | 大西洋平  |
| 2018.10.6                                                                                    | 2020.9.26 | 城島茂 （TOKIO）        | 石原良純2 （俳優）      | 小木逸平  | 住田紗里   | 大西洋平  |
| 2020.10.3                                                                                    | 2024.3.23 | 城島茂 （TOKIO）        | 石原良純2 （俳優）      | 野上慎平  | 住田紗里   | 山崎弘喜  |
| - 1 前番組・『みんなの疑問 ニュースなぜ太郎』から続投。 - 2 気象予報士として、気象情報兼務。 |           |                         |                         |           |            |           |

#### ナレーター
| 期間     | 期間      | ナレーター（いずれも、声優） | ナレーター（いずれも、声優） | ナレーター（いずれも、声優） | ナレーター（いずれも、声優） |
| -------- | --------- | ---------------------------- | ---------------------------- | ---------------------------- | ---------------------------- |
| 2015.4.4 | 2020.3.28 | キートン山田                 | 山形美房                     | 田山陽子                     | （不在）                     |
| 2020.4.4 | 2021.3.27 | キートン山田                 | 山形美房                     | 田山陽子                     | 中村和正                     |
| 2021.4.3 | 2024.3.23 | 山形美房                     | 田山陽子                     | 中村和正                     | （不在）                     |

#### その他
- 増田ユリヤ（ジャーナリスト）
- 馬場典子（フリーアナウンサー〈元日本テレビアナウンサー〉）
- 経沢香保子（実業家）
- 横江公美（東洋大学教授）
- 金村義明（野球解説者、2021年4月3日 - 2022年10月）

## 主なコーナー
- 気になるアノ人
- ニッポンの仕事人 週刊リーダー列伝

日本で注目される仕事人を紹介する。
- 今週のニュース!気になる人物 トップ10

10位から1位まで、注目される人物のニュースを紹介する。以前は「今週のニュースな人々」→「週刊ニュースな人々」であった。
- 天気予報

石原が伝える。

### 過去のコーナー
- 今週の雑誌 見出しな人々

1週間の雑誌の中から見出しの人物を紹介する。

## ネット局と放送時間
- 前番組『みんなの疑問 ニュースなぜ太郎』に引き続き、全編ローカルセールス枠であるため、テレビ朝日以外の通常時同時ネット局であっても、編成の都合により臨時非ネットに変更する場合がある一方で、通常時非ネット局が非常事態等発生時や特別編成実施時を中心に臨時ネットで放送する場合がある。
- ネット局では時刻表示を行っているが、番組送出ではなく各局別の送出となっており、テレビ朝日と一部ネット局ではお天気ループも送出している。

| 放送対象地域   | 放送局                       | 系列           | ネット開始日    | 放送時間         | 備考                |
| -------------- | ---------------------------- | -------------- | --------------- | ---------------- | ------------------- |
| 関東広域圏     | テレビ朝日（EX）             | テレビ朝日系列 | 2015年4月4日 -  | 土曜 6:00 - 8:00 | 【制作局】          |
| 秋田県         | 秋田朝日放送（AAB）          | テレビ朝日系列 | 2015年4月4日 -  | 土曜 6:00 - 8:00 |                     |
| 福島県         | 福島放送（KFB）              | テレビ朝日系列 | 2015年4月4日 -  | 土曜 6:00 - 8:00 |                     |
| 新潟県         | 新潟テレビ21（UX）           | テレビ朝日系列 | 2015年4月4日 -  | 土曜 6:00 - 8:00 |                     |
| 長野県         | 長野朝日放送（abn）          | テレビ朝日系列 | 2015年4月4日 -  | 土曜 6:00 - 8:00 |                     |
| 静岡県         | 静岡朝日テレビ（SATV）       | テレビ朝日系列 | 2015年4月4日 -  | 土曜 6:00 - 8:00 |                     |
| 石川県         | 北陸朝日放送（HAB）          | テレビ朝日系列 | 2017年10月7日 - | 土曜 6:00 - 8:00 |                     |
| 広島県         | 広島ホームテレビ（HOME）     | テレビ朝日系列 | 2018年4月7日 -  | 土曜 6:00 - 8:00 |                     |
| 山口県         | 山口朝日放送（yab）          | テレビ朝日系列 | 2020年10月3日 - | 土曜 6:00 - 8:00 |                     |
| 香川県・岡山県 | 瀬戸内海放送（KSB）          | テレビ朝日系列 | 2015年4月4日 -  | 土曜 6:00 - 8:00 |                     |
| 福岡県         | 九州朝日放送（KBC）          | テレビ朝日系列 | 2015年4月4日 -  | 土曜 6:00 - 8:00 |                     |
| 長崎県         | 長崎文化放送（ncc）          | テレビ朝日系列 | 2021年4月3日 -  | 土曜 6:00 - 8:00 |                     |
| 熊本県         | 熊本朝日放送（KAB）          | テレビ朝日系列 | 2017年4月8日 -  | 土曜 6:00 - 8:00 |                     |
| 大分県         | 大分朝日放送（OAB）          | テレビ朝日系列 | 2022年4月2日 -  | 土曜 6:00 - 8:00 |                     |
| 鹿児島県       | 鹿児島放送（KKB）            | テレビ朝日系列 | 2018年4月7日 -  | 土曜 6:00 - 8:00 |                     |
| 北海道         | 北海道テレビ（HTB）          | テレビ朝日系列 | 非ネット        | 非ネット         | [ 注 5 ] [ 注 6 ]   |
| 青森県         | 青森朝日放送（ABA）          | テレビ朝日系列 | 非ネット        | 非ネット         |                     |
| 岩手県         | 岩手朝日テレビ（IAT）        | テレビ朝日系列 | 非ネット        | 非ネット         | [ 注 7 ]            |
| 宮城県         | 東日本放送（khb）            | テレビ朝日系列 | 非ネット        | 非ネット         | [ 注 8 ]            |
| 山形県         | 山形テレビ（YTS）            | テレビ朝日系列 | 非ネット        | 非ネット         | [ 注 9 ]            |
| 中京広域圏     | 名古屋テレビ（メ～テレ/NBN） | テレビ朝日系列 | 非ネット        | 非ネット         | [ 注 10 ] [ 注 11 ] |
| 近畿広域圏     | 朝日放送テレビ（ABC TV）     | テレビ朝日系列 | 非ネット        | 非ネット         | [ 注 13 ]           |
| 愛媛県         | 愛媛朝日テレビ（eat）        | テレビ朝日系列 | 非ネット        | 非ネット         | [ 注 11 ]           |
| 沖縄県         | 琉球朝日放送（QAB）          | テレビ朝日系列 | 非ネット        | 非ネット         | [ 注 14 ]           |

## スタッフ
- 構成：川崎良、外山信行、蒲田幸成、中倉けんじ
- TM：大槻和也
- TD/SW：石渡剛、青山和広、廣瀬義幸【週替り】
- CAM：関川常裕、穴沢康至、斉藤紘志、藤井雄基、及川貴也、中村郁夫、砂田大樹、前田芽生、中村郁夫、北川雄介、永嶋佳祐【週替り】
- 音声：細川美枝、藤本樹恒、松崎宏江、江尻和茂、坊上雄一郎、福田涼平、加藤翠、吉田有希、鈴木涼太、安食愛美、石井裕、林田群士、森谷友貴【週替り】
- VE：渡部彪、澤田翔平、駒井譲、柳澤満、石原敬太、小林祐輝、細谷公助、服部正邦、大宮伸一郎、鈴木太作、菅野明弘、伊藤和博、松村綾香、齋藤弘幸、橋本潤、武田伸也、伊藤洋人、月原佑基（菅原・月原→以前はVTR）（鈴木・澤田・駒井・柳澤・齋藤・武田・伊藤・田邊→VTRの回あり）、北本崇、木村朋宏、田邊斉、月原佑基【週替り】
- VTR：松田祐児、柳澤満、木島洋、小川博、樋口優介、佐藤淳太、斉藤竜也、小林恭大、平田壮之介、青木和敬、時見正和、竹内達史、菅原将、渡部彪、東那美（東→以前はVE）、林航太郎、喜多浩介(平)、北本崇、伊藤洋人、細谷公助、小林祐輝、中村凌、木村朋宏、弓立寛子、橋口司、中村優介、苫米地要二、山田由香、瀬尾将太、佐藤善紀、二宮紗耶、谷村拓哉【週替り】
- 照明：宮内貴生、合田憲司、江口義信、五十嵐久夫、高木英紀、菅原祐、清水俊美、湯浅洋一、白川寛、井場琢哉、岩永智宏、山本秀樹、田中晴夫、江頭儀浩、岡本勝彦、菅原祐、高野未那巳【週替り】
- 美術：吉野雅弘
- デザイン：前田香織
- 美術進行：佐藤友昭（以前は小道具）
- 大道具：小宮山博章
- 小道具：テレフィット
- メイク：川口カツラ店
- 美術協力･字幕制作：テレビ朝日クリエイト（以前は美術協力のみ）
- 編集：笹子哲平、黒須圭貴、西村聡、橋本宗介、天井伸行、金子宏樹、鳴海隼人、石橋秀之、水野陽介、木俣奈穂、大澤和也【週替り】
- MA：石川幸人、船木拓也、岩倉省吾、大須賀直(尚)子、前田悠貴、奥村伸一郎【週替り】
- 音効：片山由理
- TK：小島美和子
- 編成：熊谷和也、長岡大河
- CG：福田隆之、遠藤雄二
- 宣伝：吉原智美
- デスク：奥田利加子
- 技術協力：tsp、テイクシステムズ
- AD：片山佳子、原島恵珠、松川俊也、若杉幹太
- AP：大田翔子、羽根葵
- ディレクター：宮下賢治/大友太郎、内田如彦、山本浩貴（山本→以前はAD）、伊藤正継、細田典加、真船潤、氏本ロナウド智之、深谷顕司、山田耕司/松瀬光博、佐藤彰、鳥海誠、松山佳仁、西田周平
- 演出･プロデューサー：岡村光二（VIVIA、2022年8月 - ）
- 報道プロデューサー：清水幹夫（報道局ニュースセンター）
- プロデューサー：松本能幸（2022年8月 - ）
- ゼネラルプロデューサー：髙橋正輝（2023年7月8日 - ）
- 制作協力： テレビ朝日映像
- 制作：テレビ朝日ビジネスソリューション本部 コンテンツ編成局第1制作部
- 制作著作：テレビ朝日

### 過去のスタッフ
- 構成：水野英昭
- TM：太田憲治、久保田春記、宮内大翼、福元昭彦（福元→一時離脱→復帰）、後藤祐一郎、森山顕矩
- 美術：井碩伸介、森永牧子
- 美術進行：仲田幸正、柴田岳、亀井直子
- 大道具：荒川康之
- 音効：吉田達朗
- 編成：島川博篤、西岡佐知子、須藤なぎさ、高橋陣、篠宮康希、岩井健太郎、田中真由子、小谷知輝、秋谷祥加、北田暢子、泉良樹、岡村地郎、松尾健司
- デスク：原利加子、由利倫梨子
- 技術協力︰e-naスタジオ
- 協力：ジャニーズ事務所、湘南ブラザーズ
- AD：森恒也、佐川将仁、田中絵梨、高野詩織、上山裕樹、叶野優奈、清水真希、木原紫音、山内唯、土田百恵、林青芸、望月理沙、紺野樹梨、林祐香、橋村愛香、徐芳菲、三尾典子、元谷内正徳、佐々木茜、橘沙耶、原島恵珠、佐藤龍、板敷里央、榮姫香、橋本靖子
- AP：堀切夕香子、犬飼真未
- ディレクター：鹿山正浩、若林忠裕、田岡伸介、真野雅史、反保修治、丹波和幸、酒井逸平、谷彰、田崎裕之、杉山誠一、志村康博、佐藤航平、矢口順太（佐藤・矢口→以前はAD）、加藤隆之、永野泰数、廣井誠、下林繁男、青木理恵、竹内まさみ、中村和哉／飯山恭生
- 報道プロデューサー：北村美紀、岡本基晃、堀家正機、林親紀（共に報道局ニュースセンター）
- 演出･プロデューサー：瀬戸浩二（ViViA、以前は演出のみ）
- プロデューサー：寿崎和臣、名田圭佑（名田→2021年4月 - 2023年6月）、吉村周（吉村→2023年7月8日 - 2024年2月）、松本正義、上原正敬、藤原淳慈（松本 - 藤原→共にViViA、藤原→以前はディレクター）、小泉哲朗、高橋陽介（共にトップシーン、高橋→以前はディレクター）
- ゼネラルプロデューサー：寺田伸也
- 制作協力：トップシーン